# افتن (ویرجینیای غربی)
افتن (به انگلیسی: Afton) یک منطقهٔ مسکونی در ایالات متحده آمریکا است که در شهرستان پرستون، ویرجینیای غربی واقع شده‌است.